# Chêne-liège
Quercus suber
Espèce
Statut de conservation UICN

 LC  : Préoccupation mineure
Le chêne-liège (Quercus suber L.) est une espèce de plantes à fleurs de la famille des Fagaceae. C'est un arbre à feuilles persistantes du genre Quercus (le chêne), famille des Fagacées (anciennement Cupulifères). Il est exploité pour son écorce qui fournit le liège. Il est parfois appelé le corsier, le surier ou suve.
Le nom spécifique suber est le nom du chêne-liège, ou du liège, en latin.
Une forêt de chênes-lièges s'appelle une suberaie.

## Description
Le chêne liège est un arbre avec un feuillage persistant, pouvant vivre 150 à 200 ans, voire 800 ans et atteindre 20 à 25 m de haut (le plus grand ayant atteint 43 m), ne dépasse généralement pas 12 à 15 m. Le diamètre du tronc est de 100 cm en moyenne.
Les jeunes rameaux sont gris clair ou blanchâtres et densément poilus. Les branches plus âgées sont fortes et noueuses. Les arbres plus âgés ne forment que de courtes pousses entre 7 à 15 cm de longueur.
L'écorce épaisse, longitudinale et craquelée est caractéristique du chêne liège. Le phellogène de l'arbre forme très tôt une couche de liège, de 3 à 5 cm d'épaisseur.

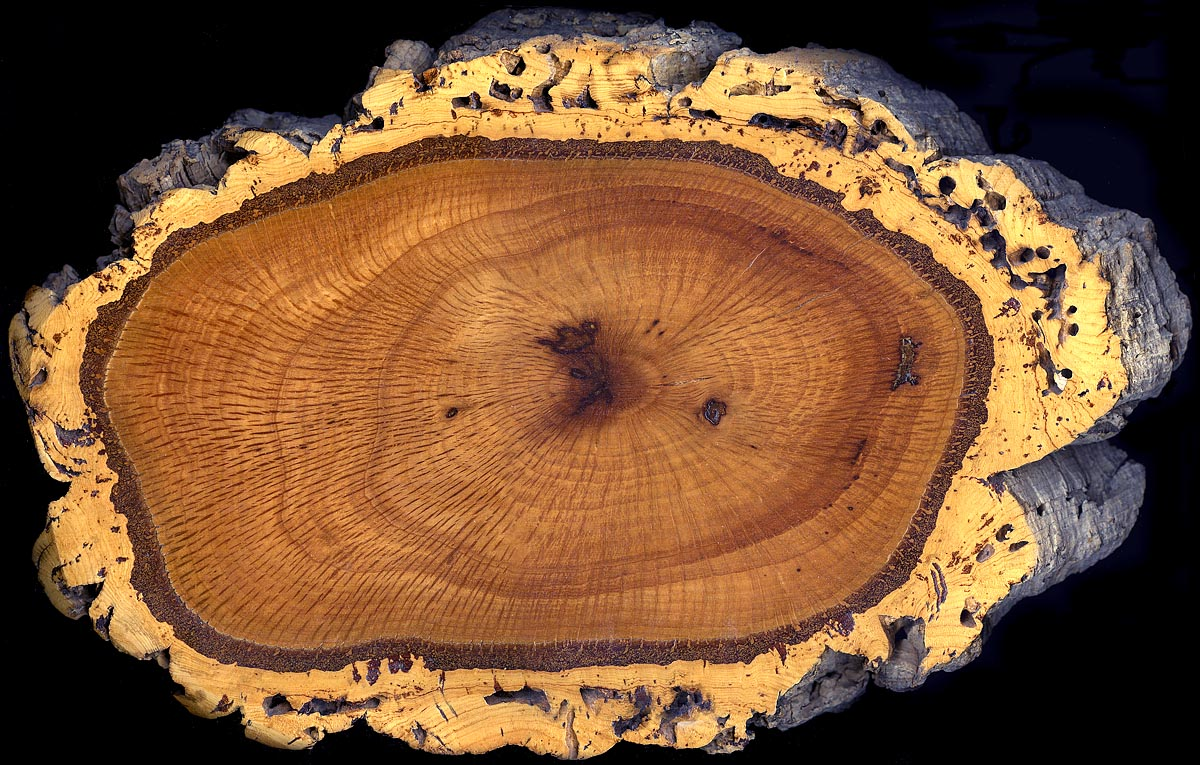
Section du tronc.

Le liège présente des fissures verticales et est blanc à l’extérieur et rouge à brun rouge à l’intérieur. Après la récolte du liège, le tronc apparaît rougeâtre mais noirci fortement avec le temps.
Le bois est à pores annulaires, a un cœur brun et un aubier rougeâtre clair.
Il présente un tempérament strictement calcifuge et requiert des températures moyennes annuelles douces (de 12 à 19 °C).
Les feuilles, petites (de 3 à 5 cm), alternes, coriaces, ovales-oblongues, sont bordées de dents épineuses et cotonneuses sur leur face inférieure, et persistent sur l'arbre pendant deux à trois ans.
Les fleurs jaunâtres s'épanouissent au printemps courant avril-mai, les fleurs mâles, en chatons, et femelles, minuscules, sont séparées sur le même pied.
Les glands oblongs, enveloppés sur la moitié de leur longueur par les cupules, sont réunis par deux sur des pédoncules courts et renflés.
L'écorce épaisse, isolante et crevassée peut atteindre 25 cm d'épaisseur.

## Chênes-lièges remarquables
Âgé de trois siècles, le chêne du Mas Santol (commune de Reynès en France) est un chêne-liège de plus de 21 mètres de haut (équivalent à un immeuble de sept étages) et plus de 5 mètres de circonférence. Il a été sacré plus grand chêne-liège du monde début juillet 2025 par le Livre Guinness des records. Il a été mesuré officiellement par l'Institut Méditerranéen du Liège et le bureau d'expertise forestière AEF. Un autre arbre dénommé le chêne-liège siffleur qui plafonne à 16,20 mètres au Portugal était auparavant considéré comme le plus haut de son espèce avant celui-ci.

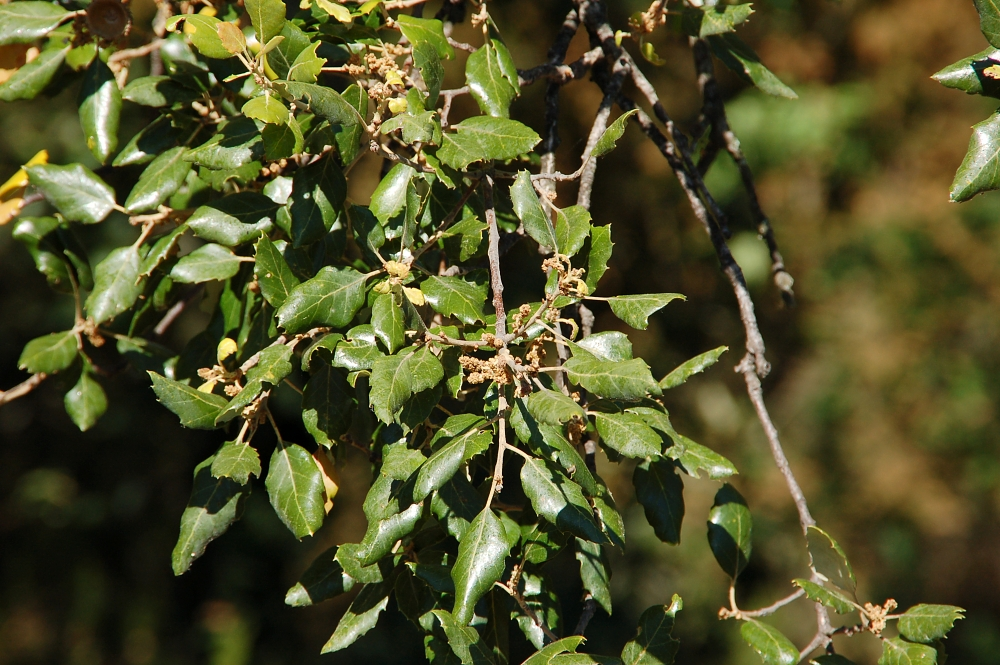
Feuilles
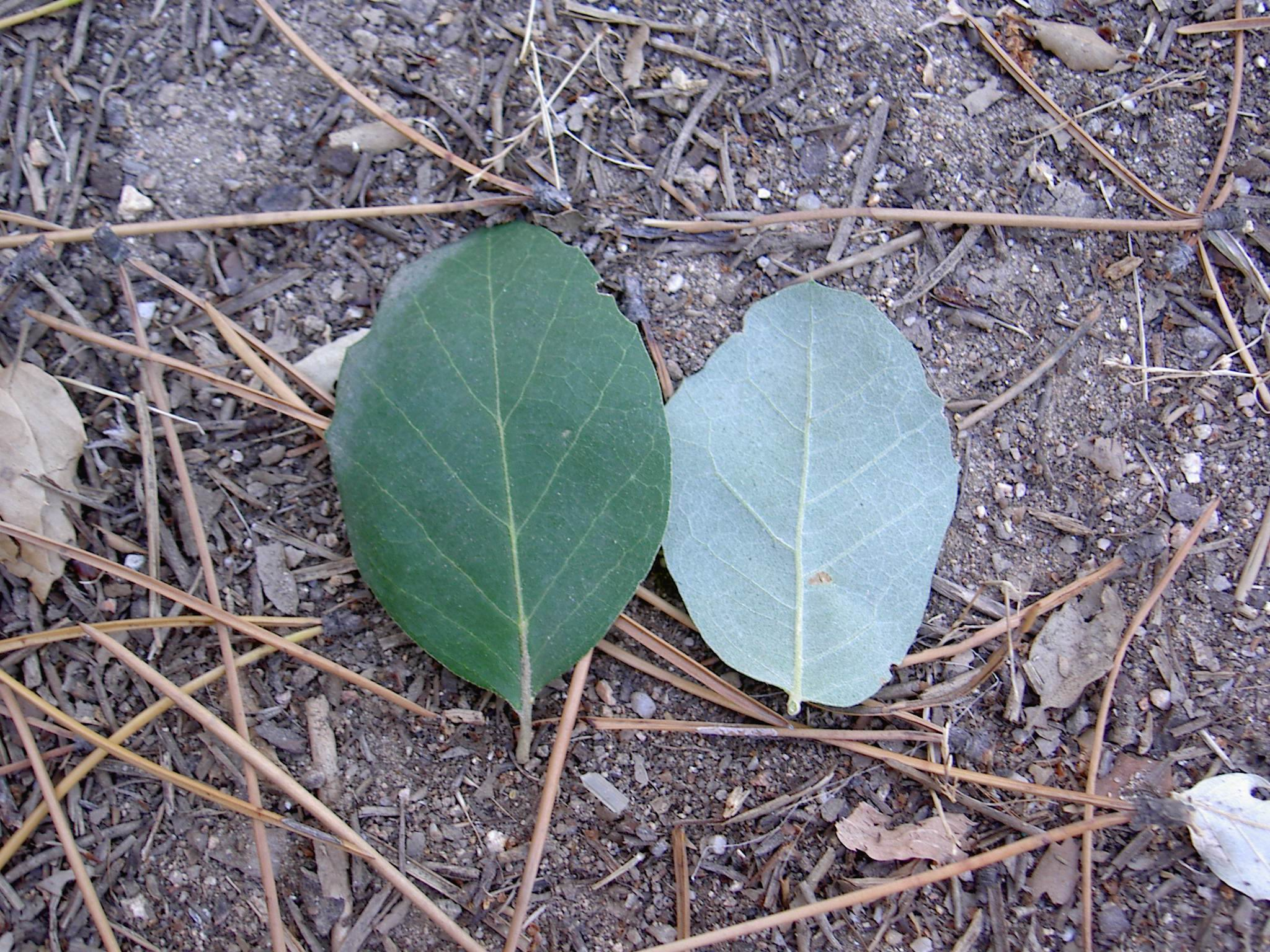
Feuilles, face avant et arrière
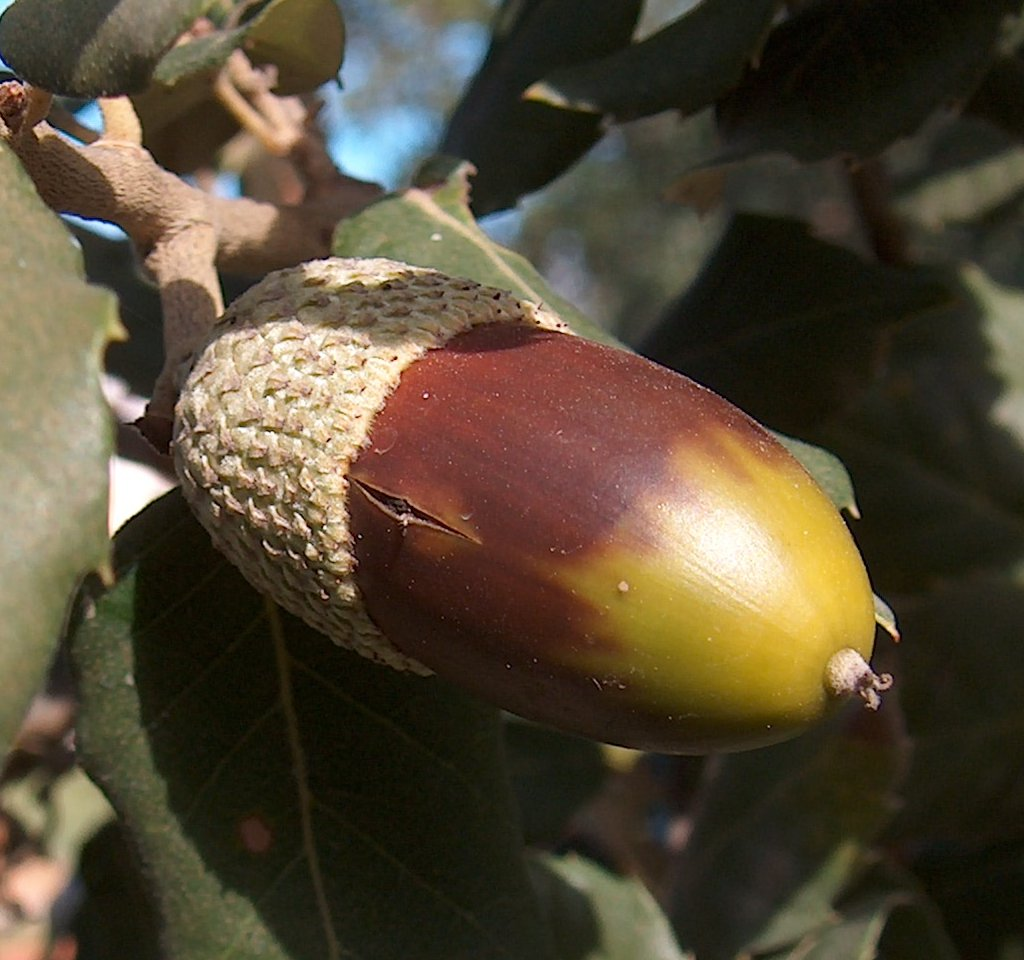
Gland avec sa cupule
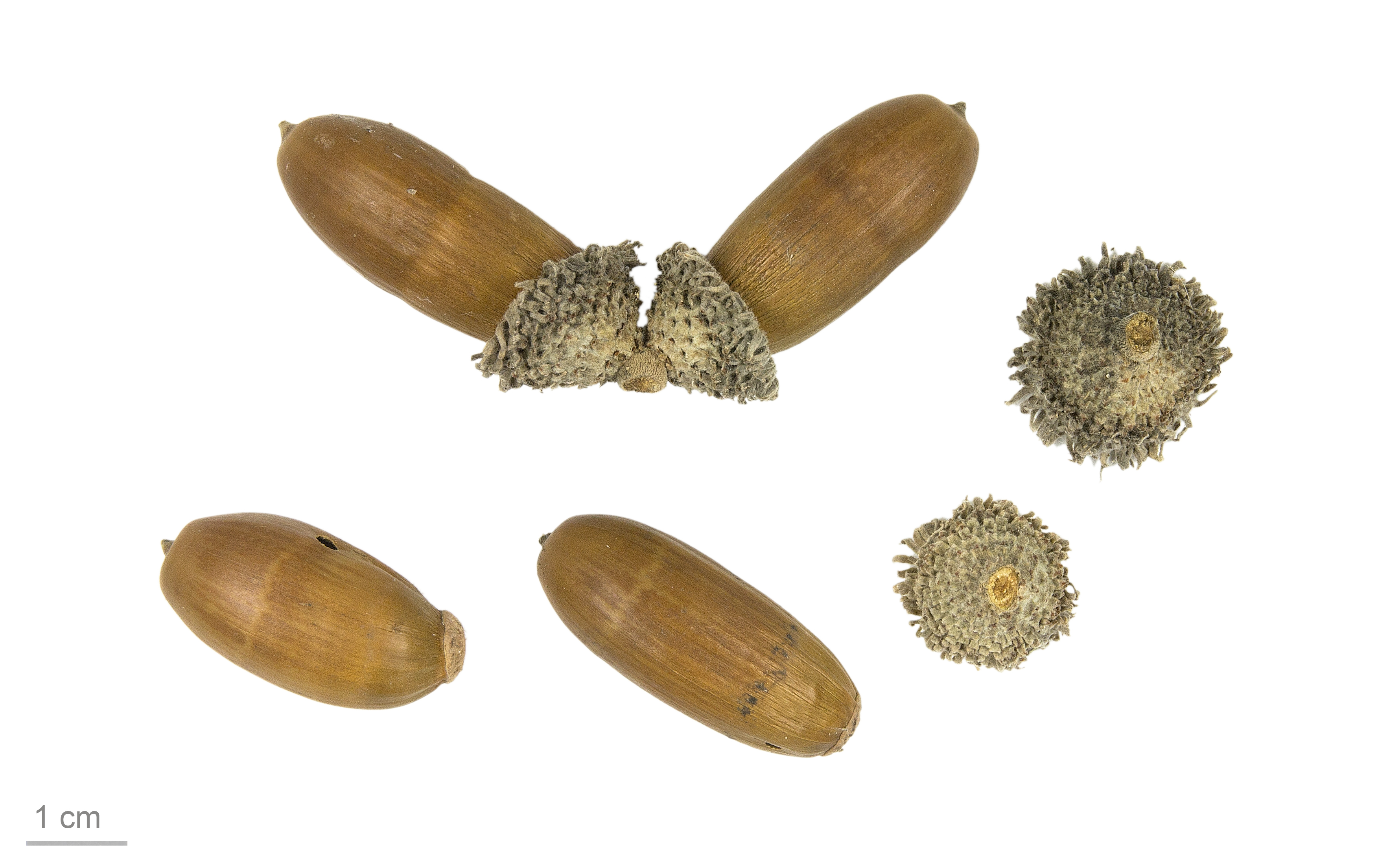
Glands
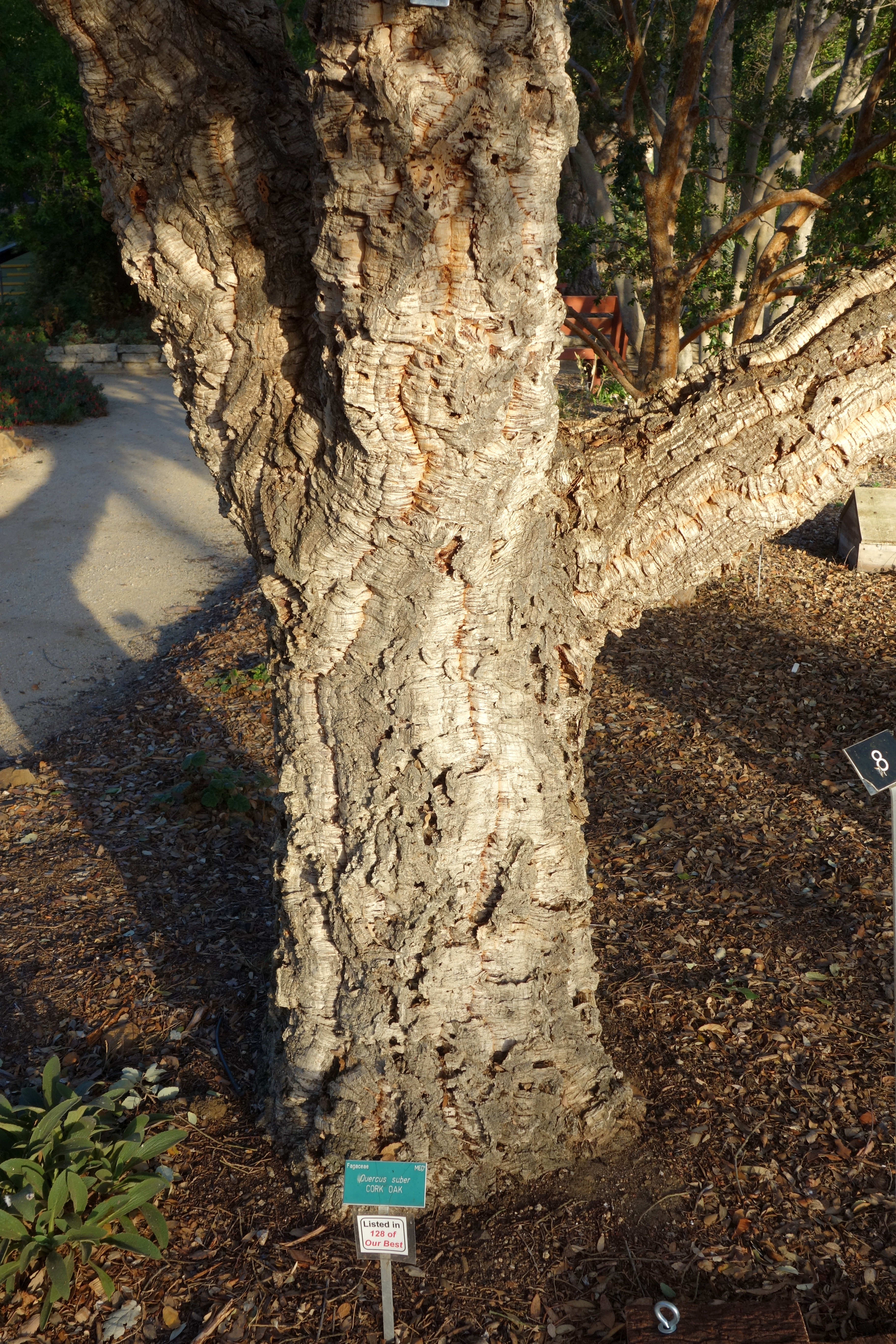
Tronc avec le liège non récolté
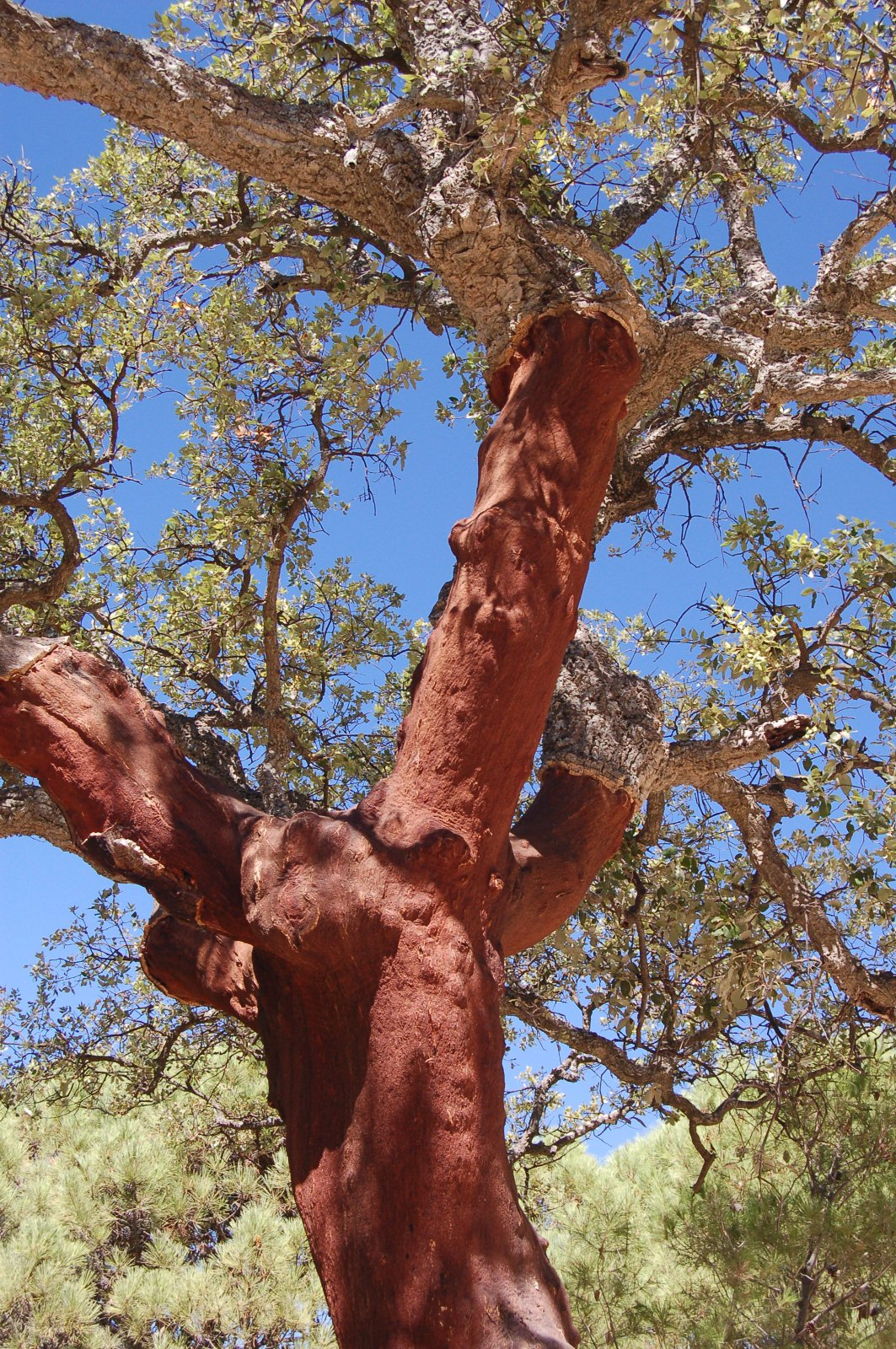
Tronc dénudé
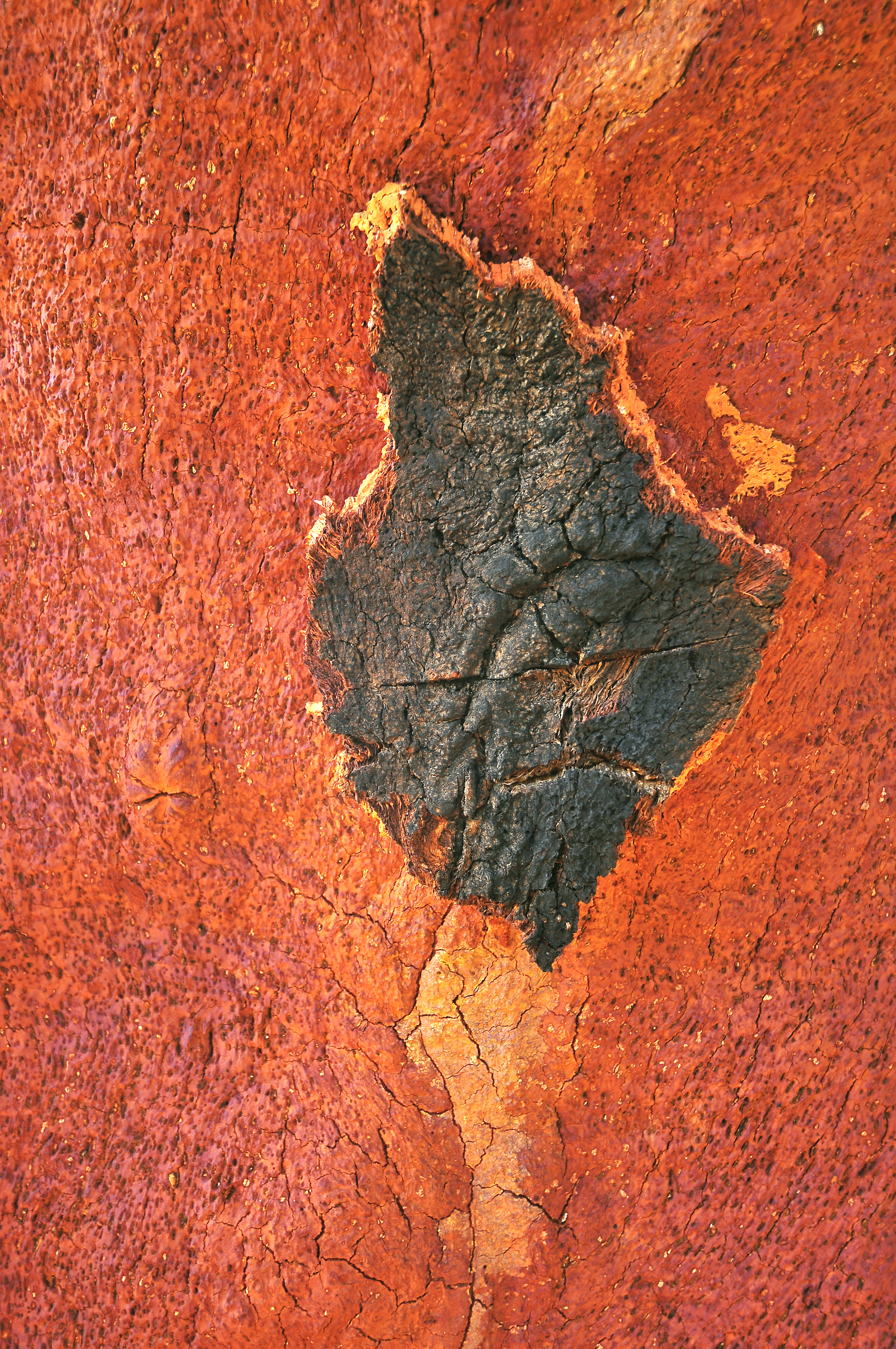
Contraste entre un cambium vieux et jeune

## Culture
On l'a traditionnellement cultivé dans le sud de l'Europe où il était réputé apprécier les sols les plus pauvres, comme l'explique le Grand vocabulaire françois en 1768 :
« On peut élever des lièges dans différents terrains à force de soins et de culture, mais ils se plaisent singulièrement dans les terres sablonneuses, dans des lieux incultes, et même dans des pays de landes. On a observé que la culture et la bonne qualité du terrain étaient très-contraires à la perfection que doit avoir l'écorce de cet arbre, relativement à l'usage qu'on en fait. La seule façon de multiplier le liège, c'est d'en semer le gland aussitôt qu'il est en maturité. On pourra cependant différer jusqu'au printemps, pourvu que l'on ait eu la précaution indispensable de le conserver dans la terre sèche, ou dans du sable. Comme cet arbre réussit très difficilement à la transplantation, il sera plus convenable de semer les glands dans des pots ou terrines, dont la terre soit assez ferme pour tenir aux racines, lorsqu'il sera question d'en tirer les jeunes plants »

## Utilisations

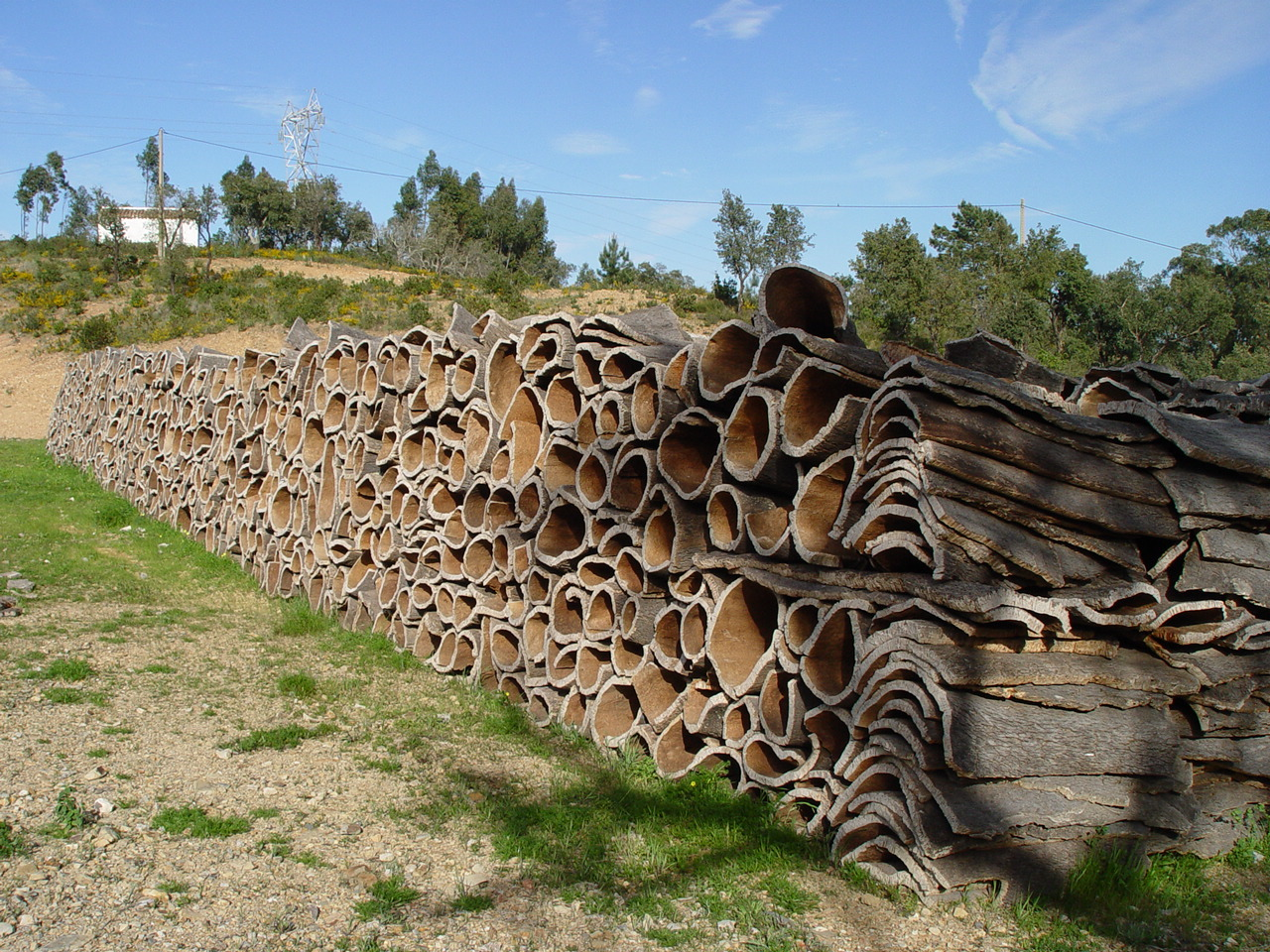
Récolte de liège au Portugal.

- Liège comme matériau aux propriétés particulières (léger, isolant) : le liège produit directement par l'arbre est le « liège mâle », crevassé et de moindre qualité ; on doit l'enlever, c'est l'opération de « démasclage » qui se fait dès que le tronc atteint 70 cm de circonférence. Le nouveau liège qui se forme est le « liège femelle » ou « de reproduction », que l'on lève tous les 9 à 15 ans (selon les régions), quand l'épaisseur voulue est atteinte, environ 3 cm. Le prélèvement de l'écorce s'effectue la première fois lorsque l'arbre atteint l'âge de 25 ans. Le temps de reconstituer une nouvelle assise de liège (tous les 9 à 10 ans), et on le découpe à nouveau, toujours en juillet et août, quand l'arbre est en sève. L'écorce s'exploite sur le tronc et les principales branches, en fonction de la circonférence du chêne-liège. Le liège est un produit de faible densité, bon isolant thermique, acoustique et vibratoire, et résistant à l'eau grâce à la subérine qui imprègne les cellules. Le liège femelle sert traditionnellement à fabriquer des bouchons alors que le liège mâle peut être concassé en granulés et transformé en panneaux d'isolation. 
Au XVIIIe siècle, on en fait des bouchons, et il « s'emploie pour la pêche, et dans la marine à différents usages : on en couvre les maisons en certains cantons d'Espagne, on choisit pour cela le liège en belles tables, uni, peu noueux, n'étant point crevassé, d'une épaisseur moyenne, léger, mais le moins poreux, et qui se coupe net facilement »[4].
 Il était - au moins depuis le XVIIIe siècle utilisé par les cordonniers pour épaissir les semelles de souliers (« pour les rendre plus secs, et pour relever la taille de ceux qui les portent. »[4]).
Calciné dans des pots couverts, il produisait une cendre légère et très noire utilisée comme pigment dit « noir d'Espagne »[4].
- Bois-matériau : C'est un bois dense, très dur qui fait un excellent bois de chauffage et/ou de petite charpente ou menuiserie.
- Usages médicinaux : Autrefois on considérait que « L'écorce de liège est astringente, propre pour arrêter les hémorragies et le cours de ventre, soit qu'on la prenne à la dose d'un demi gros en substance, ou d'un gros réduit en poudre, soit qu'on la prenne en décoction depuis une demi-once jusqu'à une once dans une pinte d'eau. Le liège brûlé et réduit en cendre impalpable, puis incorporé dans l'huile d'œuf, est un bon remède pour adoucir et réduire les hémorroïdes »[4].

## Principaux pays producteurs
- Quatre pays, le Portugal, l'Espagne, l'Algérie et le Maroc représentent 91 % de la suberaie mondiale, qui couvre au total 2,687 millions d'hectares. Les autres pays producteurs sont la France (Corse, Pyrénées-Orientales, Var, Aquitaine), l'Italie (Sardaigne surtout) et la Tunisie (Kroumirie).
- La production annuelle mondiale de liège s'élève à 340 000 tonnes, dont 54 % pour le seul Portugal.

## Distribution

Aire de distribution naturelle.

Selon l'Institut méditerranéen du liège, la suberaie mondiale totaliserait environ 2 687 000 hectares répartis sur sept pays :
- Europe du Sud :
  - Portugal 32,5 %,
  - Espagne 22,1 %,
  - Italie 6,7 %,
  - France 4,4 % : notamment dans le massif des Maures (Var), les massifs des Albères et des Aspres (Pyrénées-Orientales), le littoral landais (Gironde et Landes (département), le Lot-et-Garonne (Néracais), et en Corse.

- Afrique du Nord :
  - Maroc 18,1 %,
  - Algérie 12,2 %,
  - Tunisie 4 %.

Originaire du sud-ouest de l'Europe et du nord-ouest de l'Afrique, le chêne-liège a été naturalisé dans les régions de climat méditerranéen. On le retrouve au bord de la mer jusqu'à 500 m d'altitude environ. C'est une espèce calcifuge, héliophile et thermophile.
Les plus vastes subéraies du monde se trouvent au Portugal, avec un total de près de 736 000 ha concentrés à 76 % dans la région de l'Alentejo. La superficie de subéraie est en constante augmentation depuis plus d'un demi-siècle au Portugal, et la plupart de ces forêts sont encore jeunes. Maâmora est la plus grande forêt de chênes-lièges du Maroc (130 000 ha).

## Écologie

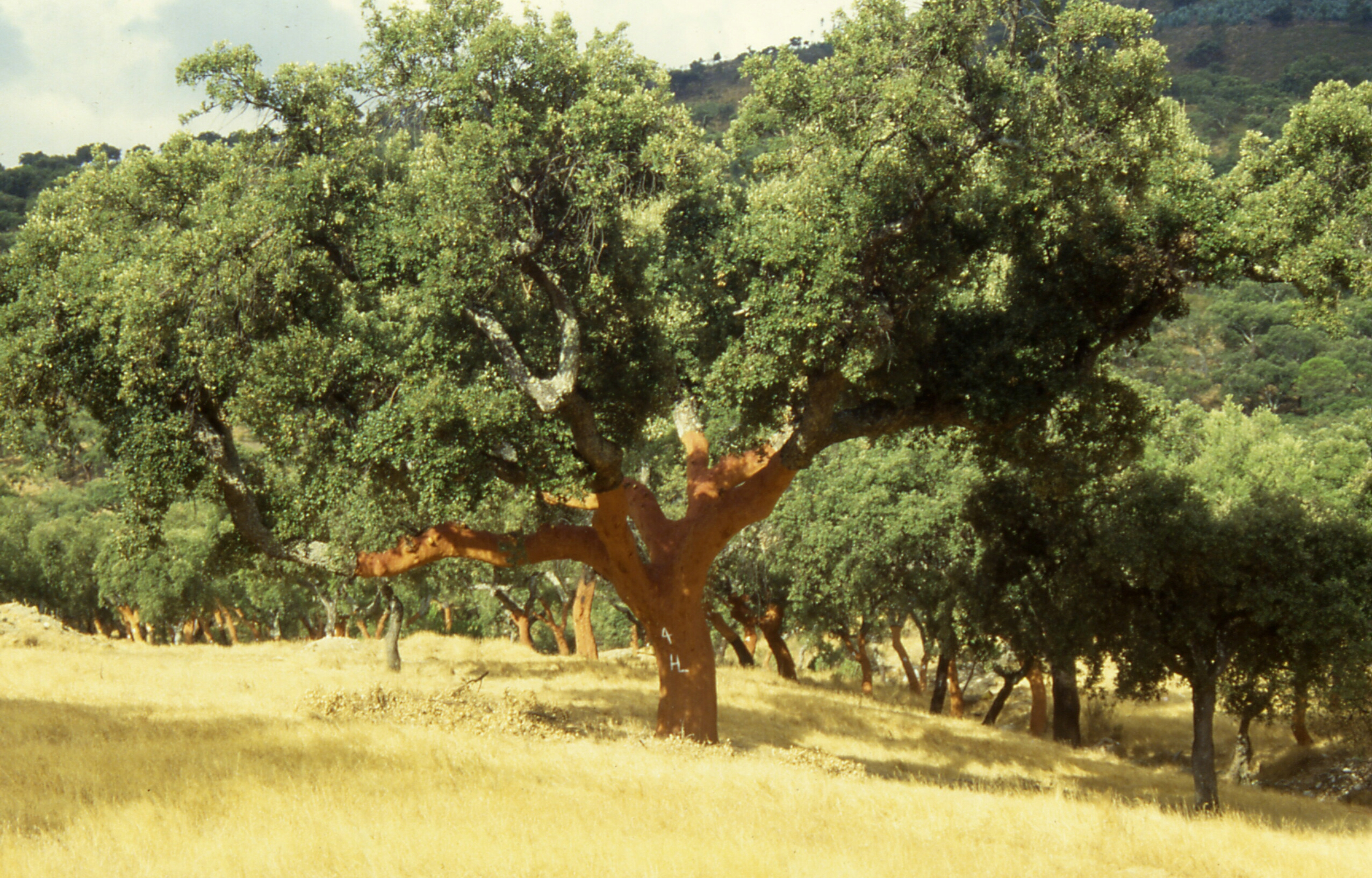
Chêne-liège (Portugal).

Les suberaies (montados en portugais) sont importantes pour la préservation de la biodiversité (classement Natura 2000) ; on y trouve des espèces protégées comme le lynx ibérique ou l'aigle impérial, ou encore Boletus mamorensis. Ces milieux jouent également un rôle dans la régulation du cycle hydrologique, la protection des sols et la séquestration du carbone.
L'écorce remarquable du chêne-liège, en plus de réduire les pertes d'eau, est une adaptation aux incendies : la sélection naturelle a favorisé cette espèce car le liège est un excellent isolant et le feu n'atteint pas l'aubier, la partie vivante sous l'écorce. Tandis que les autres essences périssent, de nouvelles branches peuvent repousser rapidement à partir de celui-ci. Cet arbre est donc potentiellement d'un grand intérêt pour lutter contre le problème récurrent des incendies estivaux dans les régions méditerranéennes et leurs conséquences directes et indirectes.

## Ravageurs et maladies
- Insectes :
  - Bombyx disparate (Lymantria dispar), insecte défoliateur.
  - Bupreste du chêne (Coraebus florentinus)
  - Capricorne du chêne (Cerambyx cerdo)
  - Fourmi du liège (Crematogaster scutellaris)
  - Platype (Platypus cylindrus), s’attaque aux troncs démasclés.
  - Tordeuse verte du chêne (Tortrix viridana).
- Champignons :
  - Maladie du charbon de la mère (Hypoxylon mediterraneum).
  - maladie de l’encre (Phytophthora cinnamomi).
  - Diplodia mutila (attaques sur arbres blessés lors du démasclage).
  - Les armillaires et notamment l'armillaire couleur de miel (Armillaria mellea), champignon basidiomycète parasitant les racines.

### Galerie

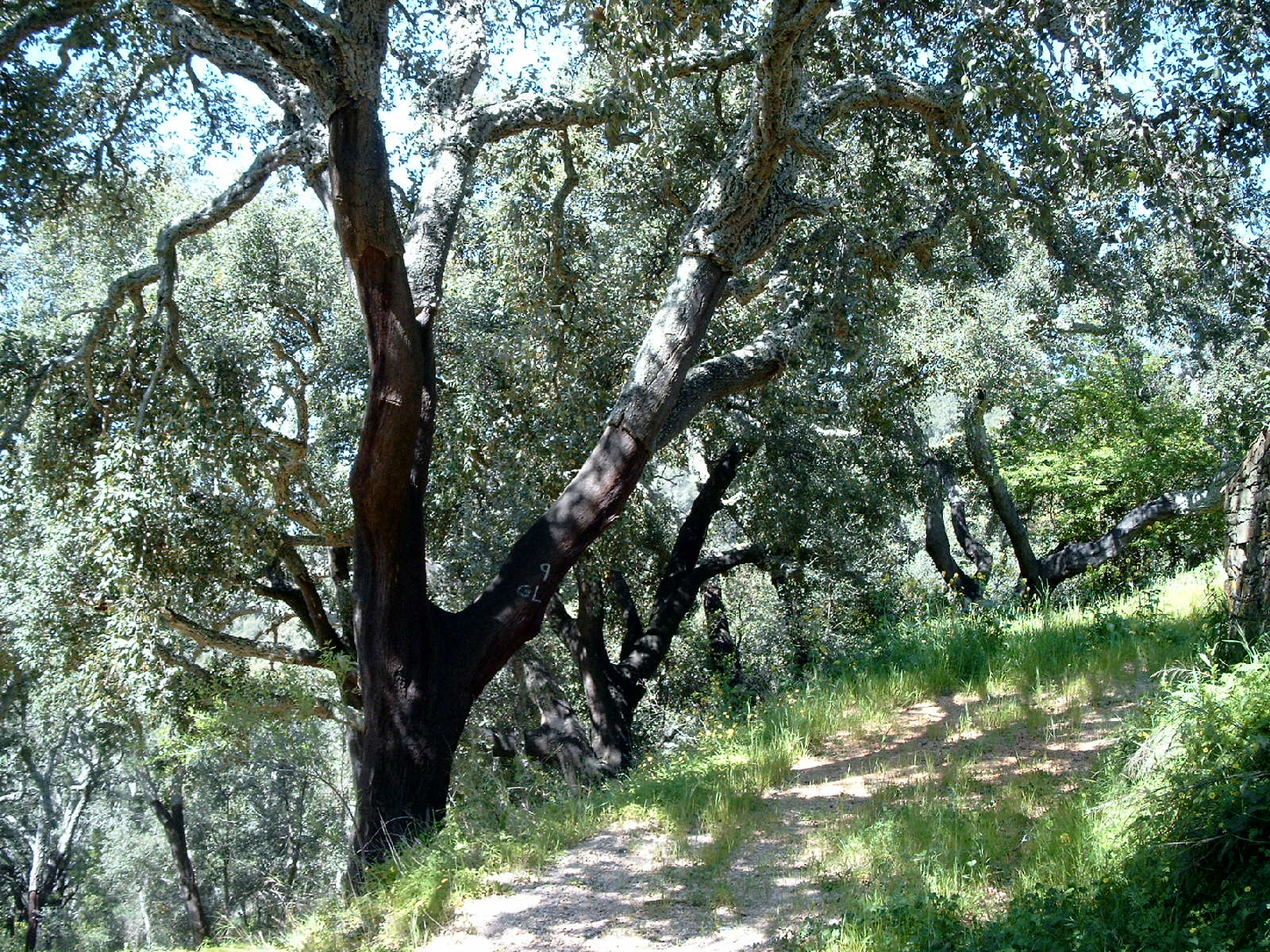
Quercus suber (Portugal).
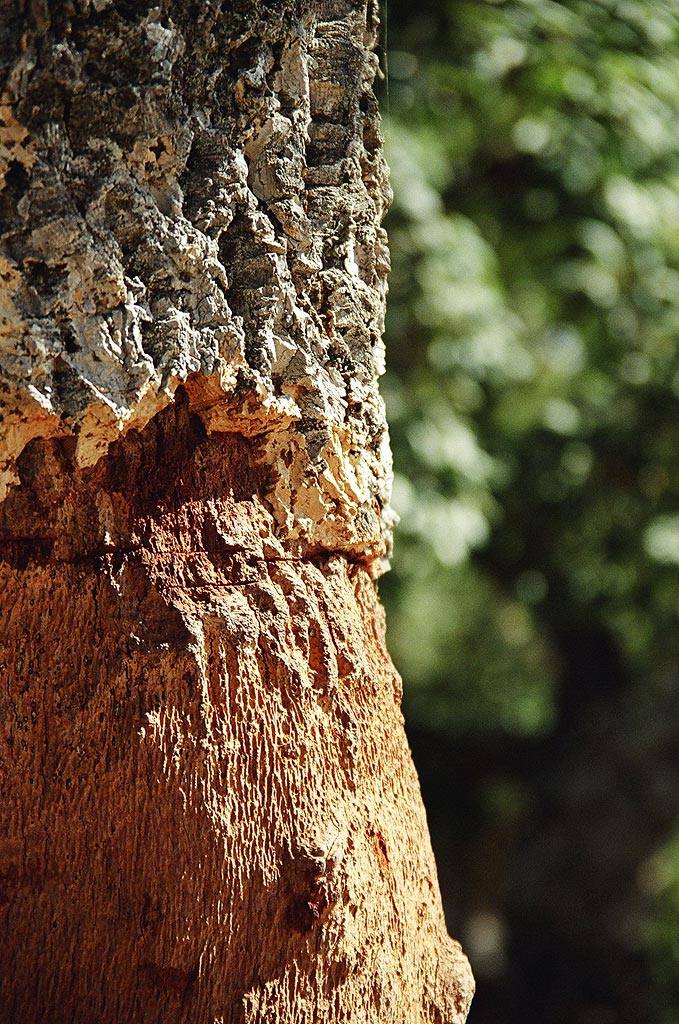
Écorce.
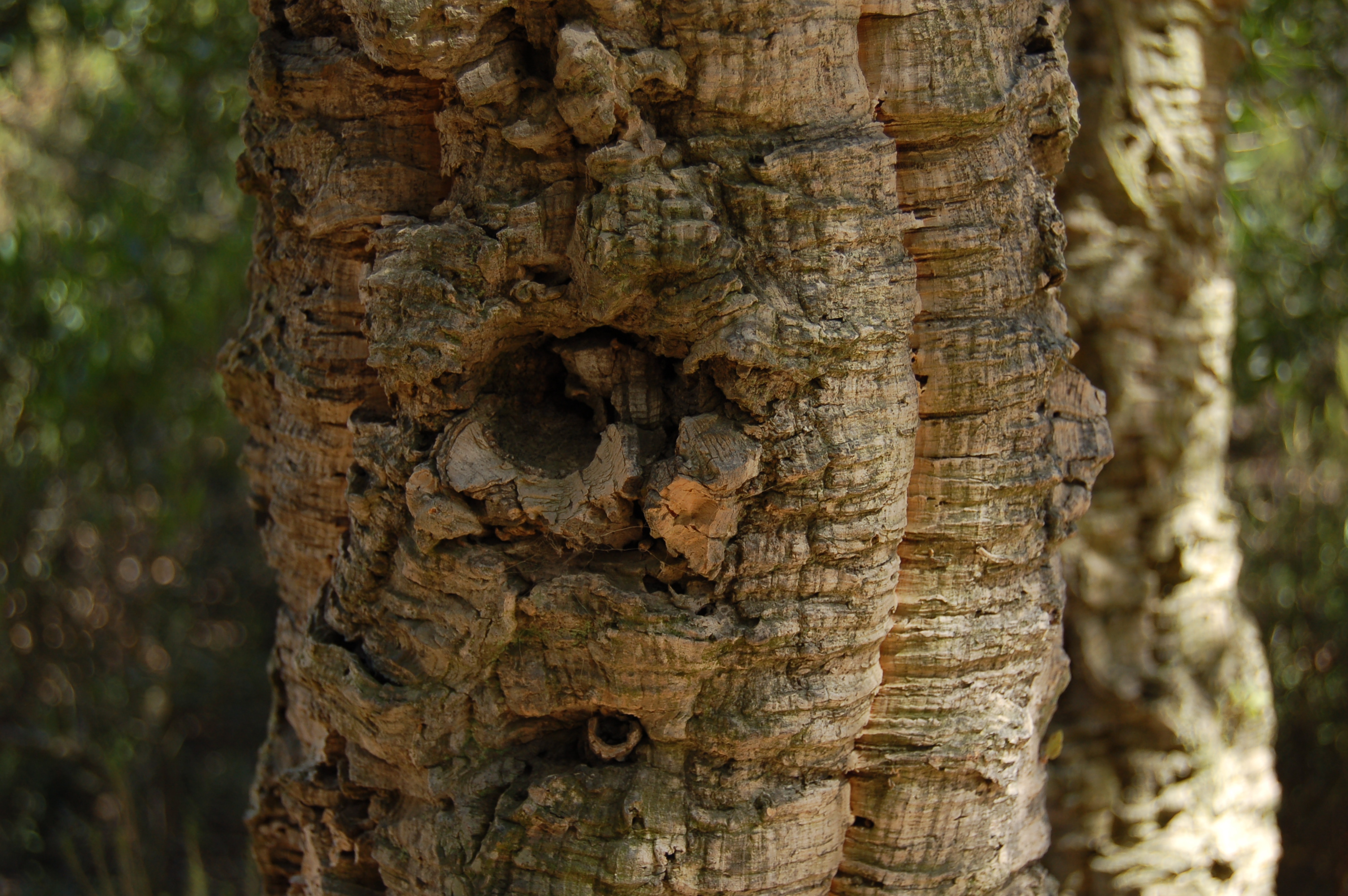
Tronc d'un chêne-liège.
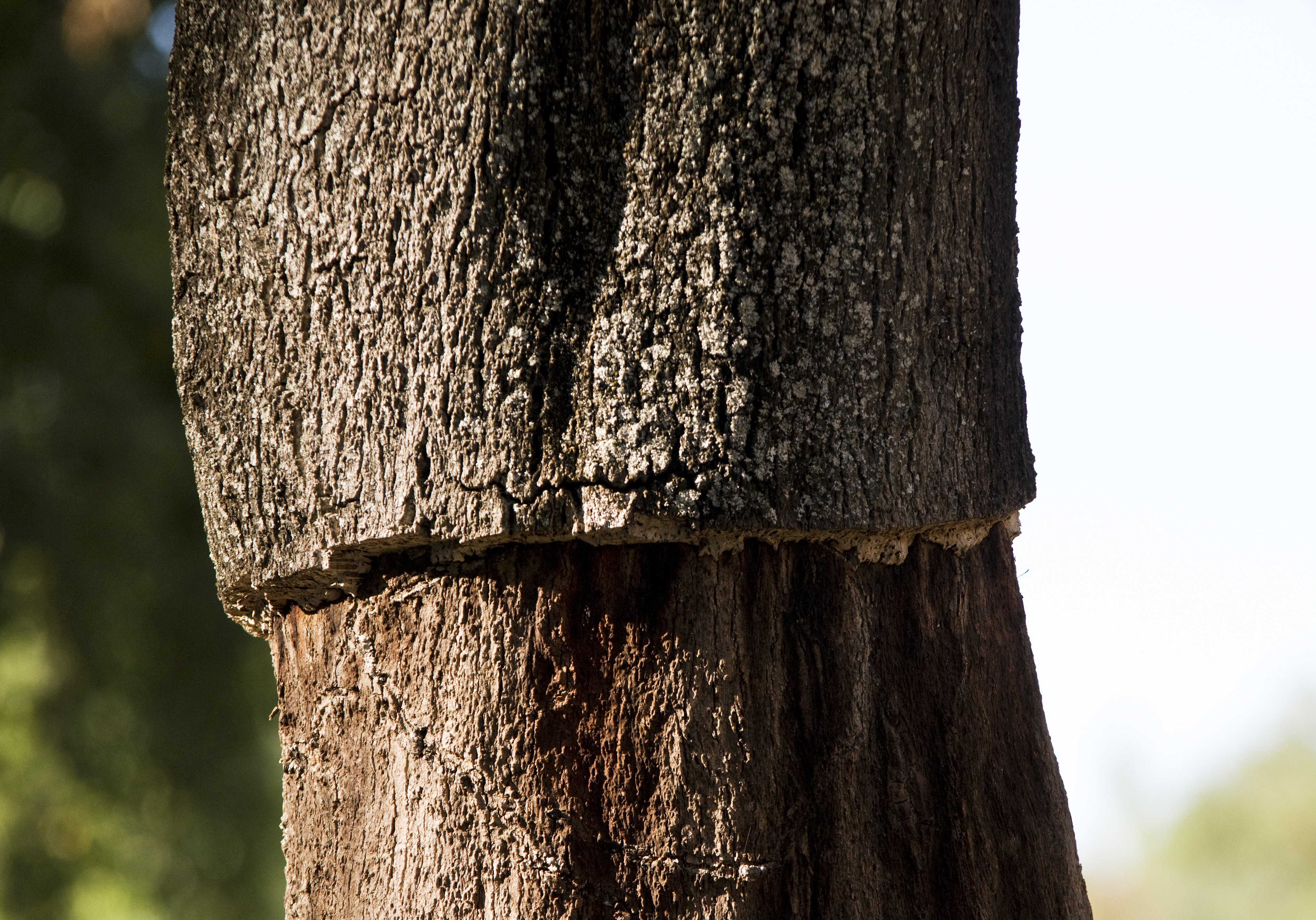
Chêne-liège (Andalousie).